# 2023년 가봉 쿠데타
2023년 가봉 쿠데타는 2023년 8월 30일에 발생한 쿠데타이다. 2023년 가봉 총선을 둘러싼 경합과 정치적 긴장 속에서 8월 26일에 치러진 선거 이후, 8월 29일에 재선에 성공한 대통령 알리 봉고 온딤바를 축출하려는 쿠데타가 발생했다.

## 같이 보기
- 쿠데타 벨트
- 2023년 니제르 쿠데타